# Coral Princess
Coral Princess è una nave da crociera della classe Coral di proprietà della Princess Cruises. 
La nave, insieme alla nave gemella, fu varata nel 2002 e battezzata nel 2003 dalla presidente di Panama Mireya Moscoso. La Coral Princess e Island Princess fanno parte delle uniche cinque navi Panamax gestite da Princess Cruises.

## Navi gemelle
- Island Princess